# Laurentius Beyerlinck
Laurentius Beyerlinck (Antwerpen, april 1578 – aldaar, 22 juni 1627) was een Zuid-Nederlands theoloog, auteur van een van de eerste encyclopedieën.

## Levensloop
Hij was de zoon van een apotheker die afkomstig was uit Bergen op Zoom. Na de humaniora bij de jezuïeten, was hij zelf aan studies farmacie begonnen aan de universiteit van Leuven, toen hij besliste priester te worden. Tijdens zijn studies theologie gaf hij les in dichtkunst en welsprekendheid aan het College van Vaulx. Hij werd gewijd in juni 1602, werd dorpspastoor in Herent en doceerde filosofie aan een seminarie van reguliere kanunniken.
In 1605 begon hij filosofie en theologie te doceren aan het grootseminarie van Antwerpen en werd er superior. In 1608 was hij kanunnik, censor, en aartspriester van Antwerpen. In 1614 kreeg hij de eretitel van protonotarius apostolicus. Beyerlinck was voortdurend actief in het prediken en het schrijven.

## Publicaties
Beyerlinck schreef voornamelijk encyclopedische werken. Zo publiceerde hij:
- Apophtegmata christianorum, Antwerpen, 1608.
- in 1611 een tweede deel van de Opus Chronographicum orbis universi a mundi exordio usque ad annum MDCXI (een eerste deel, door Opmeer, was in 1572 verschenen).
- Biblia sacra variarum translationum, 3 vol., Antwerpen, 1616.
- Promptuarium morale super evangelia communia, 3 vol.
- een verzameling van biografieën van pausen, heersers en vermaarde mannen.
- de Magnum Theatrum Vitae Humanae (Keulen, 1631, 7 vols; Lyon 1665-6, 8 vols; Venetië, 1707, 8 vols), een encyclopedie met alfabetisch gerangschikte informatie over allerhande onderwerpen, van theologische essays tot triviale onderwerpen, zoals baarden[1] en spelen.[2]

## Voetnoten
1. ↑  The Living Age, Fourth Series, no. 29 (1866), p. 144.
2. ↑  Paul Arblaster, Antwerp & the World (2004), p. 190.

- Biblioteca Nacional de España: XX856727
- Bibliothèque nationale de France: cb12240809x (data)
- Biografisch Portaal: 02701112
- Catàleg d'autoritats de noms i títols de Catalunya: 981058529676206706
- Digitale Bibliotheek voor de Nederlandse Letteren: beye007
- Gemeinsame Normdatei: 124889328
- International Standard Name Identifier: 0000 0001 1023 7499
- Library of Congress Control Number: n88224269
- Nationale Bibliotheek van Tsjechië: mzk2008464120
- Nationale Bibliotheek van Israël: 987007278117705171
- Nederlandse Thesaurus van Auteursnamen: 071370412
- Istituto Centrale per il Catalogo Unico: PALV028766
- LIBRIS: 290097
- Système universitaire de documentation: 031133428
- Virtual International Authority File: 32051782
- WorldCat: E39PBJckVrD6HRvpgKYtCcxMT3